# والدمار جوان
والدمار جوان (لاتین: Waldemarus Tertius Rex Daniae, Filius Waldemari Secundi؛ ح. 1209 – 28 november ۱۲۳۱ (۲۱−۲۲ سال)) یک Junior پادشاه دانمارک بود.